# Egy igazán csodás nap
Az Egy igazán csodás nap (eredeti cím: Alexander and the Terrible, Horrible, No Good, Very Bad Day) 2014-ben bemutatott amerikai családi filmvígjáték, melyet Rob Lieber forgatókönyve alapján Miguel Arteta rendezett. A főszerepet Steve Carell, Jennifer Garner és Ed Oxenbould alakítja.
Az Amerikai Egyesült Államokban 2014. október 10-én mutatta be a Walt Disney Pictures, Magyarországon kizárólag DVD-n jelent meg szinkronizálva.
Általánosságban vegyes értékeléseket kapott a kritikusoktól. A Metacritic oldalán a film értékelése 54% a 100-ból, amely 28 véleményen alapul. A Rotten Tomatoeson az Egy igazán csodás nap 60%-os minősítést kapott, 110 értékelés alapján. Pénzügyi szempontból sikeresen teljesített; a 28 millió dolláros költségvetésével szemben világszerte több mint 101,3 millió dolláros bevételt gyűjtött.

## Cselekménye
A film végigköveti a Los Angeles külvárosában élő átlagos tizenkét éves fiú, Alexander Cooper (Ed Oxenbould) "szőrnyű", borzalmas, nem jó és nagyon rossz napját. Alexander úgy érzi, családja – az édesapja, Ben (Steve Carell), az édesanyja, Kelly (Jennifer Garner), a nővére, Emily (Kerris Dorsey), a bátyja (Dylan Minnette) és a kisbaba húga, Trevor (Elise / Zoey Vargas) – kirekeszti őt.

## Szereplők
| Színész           | Szerep                                       | Magyar hang         |
| ----------------- | -------------------------------------------- | ------------------- |
| Ed Oxenbould      | Alexander Cooper                             | Nagy Gereben        |
| Steve Carell      | Benjamin "Ben" Cooper, Alexander apja        | Kassai Károly       |
| Jennifer Garner   | Kelly Cooper, Alexander anyja                | Kisfalvi Krisztina  |
| Dylan Minnette    | Anthony Cooper, Alexander bátyja             | Czető Roland        |
| Kerris Dorsey     | Emily Cooper, Alexander nővére               | Laudon Andrea       |
| Elise/Zoey Vargas | Trevor Cooper, Alexander csecsemő testvére   | nem beszél          |
| Bella Thorne      | Celia, Anthony barátnője                     | Bogdányi Titanilla  |
| Sidney Fullmer    | Rebecca "Becky" Gibson, Alexander piszkálója | Györke Laura        |
| Megan Mullally    | Nina, Kelly főnöke                           | Solecki Janka       |
| Toni Trucks       | Steph                                        | Nagy-Németh Borbála |
| Donald Glover     | Greg                                         | Szatory Dávid       |
| Joel Johnstone    | Logan                                        | Seder Gábor         |
| Jennifer Coolidge | Ms. Joan Suggs, Anthony vezetőoktatója       | Orosz Anna          |
| Liz Carey         | jógaoktató                                   | Mezei Kitty         |
| Dick Van Dyke     | önmaga                                       | Papp János          |